# جون روكفلر برنتيس
جون روكفلر برنتيس (بالإنجليزية: John Rockefeller Prentice)‏ هو عسكري أمريكي، ولد في 17 ديسمبر 1902، وتوفي في 13 يونيو 1972.